# Камйонка (Серадзький повіт)
Камйонка (пол. Kamionka) — село в Польщі, у гміні Буженін Серадзького повіту Лодзинського воєводства.
Населення — 210 осіб (2011).
У 1975-1998 роках село належало до Серадзького воєводства.

## Демографія
Демографічна структура станом на 31 березня 2011 року:
|          | Загалом | Допрацездатний вік | Працездатний вік | Постпрацездатний вік |
| -------- | ------- | ------------------ | ---------------- | -------------------- |
| Чоловіки | 108     | 14                 | 83               | 11                   |
| Жінки    | 102     | 13                 | 56               | 33                   |
| Разом    | 210     | 27                 | 139              | 44                   |